# 노아 라이안 스콧
노아 라이안 스콧(Noah Ryan Scott, 2000년 8월 26일 ~ )은 캐나다의 배우이다.

## 영화
- 부키 앤드 더 시크릿 산타 (Booky and the Secret Santa, 2007년)[1][2][3]
- 렛 더 데이라이트 인투 더 스왐프 (2012년)